# 2008年夏季奧林匹克運動會聖多美和普林西比代表團
2008年夏季奥林匹克运动会聖多美和普林西比代表团会参加2008年8月8日至24日在中国北京主办的第29届夏季奥运。代表团包括3位参赛者，分別參與兩個項目。

## 田径
- Naiel de Almeida（男子400米）
- Celma da Graça（女子5000米）

## 皮划艇
- Alcino Silva（男子個人500米）